# Rafael Tous i Massanet
Rafael Tous (Artà, 1776 - Ciutat de Palma, 1816) fou un poeta i músic mallorquí.
Vestí l'hàbit de la Mercè, i dedicat a la música, fou un dels més notables organistes de Mallorca; també cultivà la poesia mallorquina, havent donat únicament a imprimir les Décimas desbaratades...á imitación de las de D. Tomás Iriarte (Palma, sense data).